# Lloqan
Lloqan (serbiska: Лоћане, Loćane, albanska: Loçan, Lloqani, Lloçan, Lloçani) är en ort i Kosovo. Den ligger i den västra delen av landet, 70 km väster om huvudstaden Priština. Lloqan ligger 622 meter över havet och antalet invånare är 1 050.
Terrängen runt Lloqan är varierad. Runt Lloqan är det ganska tätbefolkat, med 222 invånare per kvadratkilometer. Närmaste större samhälle är Deçan, 1,8 km norr om Lloqan. Omgivningarna runt Lloqan är en mosaik av jordbruksmark och naturlig växtlighet.